# Cecoy Robinson
Cecoy Taji Leon Robinson (10 ottobre 1987) è un calciatore bermudiano, attaccante del Dandy Town Hornets e della Nazionale bermudiana.

## Carriera

### Club
Ha debuttato in Nazionale il 25 maggio 2005, nell'amichevole Trinidad e Tobago-Bermuda (4-0), subentrando ad Aljame Zuill al minuto 65. Ha messo a segno la sua prima rete con la maglia della Nazionale il 25 febbraio 2019, nell'amichevole Cuba-Bermuda (2-2). Ha partecipato, con la Nazionale, alla CONCACAF Gold Cup 2019.